# واسرلبن
واسرلبن (به آلمانی: Wasserleben) یک منطقهٔ مسکونی در آلمان است که در نوردهارتس واقع شده‌است. واسرلبن ۱٬۵۴۰ نفر جمعیت دارد.